# Quintus Minucius Thermus (Konsul 193 v. Chr.)
Quintus Minucius Thermus († 188 v. Chr.) entstammte einem plebejischen Zweig des römischen Geschlechts der Minucier. Er machte als Gefolgsmann des Hannibalbezwingers Publius Cornelius Scipio Africanus Karriere, wurde 201 v. Chr. Volkstribun, 196 v. Chr. Prätor  und erreichte 193 v. Chr. das Konsulat, in dem er ebenso wie in den beiden Folgejahren einen mäßig erfolgreichen Kleinkrieg gegen die Ligurer führte. Nach dem römischen Sieg über Antiochos III. reiste er 189 v. Chr. in den Osten, um bei der Neuordnung Kleinasiens mitzuwirken, und wurde 188 v. Chr. beim Rückmarsch in der Armee des vorjährigen Konsuls Gnaeus Manlius Vulso in Thrakien bei einem Überfall getötet.

## Frühe Laufbahn
Laut der Filiationsangabe der Fasti Capitolini führte der Vater des Quintus Minucius Thermus ebenfalls das Pränomen Quintus und sein Großvater das Pränomen Lucius.
Erstmals taucht Thermus in den Quellen 202 v. Chr. auf, in welchem Jahr er als Kriegstribun des Publius Cornelius Scipio Africanus während des letzten Feldzugs im Zweiten Punischen Krieg in Nordafrika diente. Allerdings erscheint er nur in solchen Berichten, welche die damaligen kriegerischen Ereignisse verfälscht überliefern. Demnach habe Thermus einen Transport mit Essensvorräten, der für Hannibal bestimmt war, angegriffen und dabei 4000 punische Begleitsoldaten getötet sowie weitere 4000 gefangen genommen. In der Schlacht bei Zama sei er sodann von Scipio beauftragt worden, mit einer äußerst kriegstüchtigen Heeresabteilung dem in die Defensive geratenen linken römischen Flügel Unterstützung zu leisten.
201 v. Chr. amtierte Thermus als Volkstribun und sorgte mit seinem Amtskollegen Manius Acilius Glabrio für den Fortbestand von Scipios Oberbefehl in Nordafrika. Die beiden Volkstribunen verhinderten nämlich, dass der nach Übernahme des militärischen Kommandos gegen Karthago strebende Konsul Gnaeus Cornelius Lentulus nach Afrika übersetzen durfte, und sie konnten danach auch Lentulus’ Versuche vereiteln, dass der Senat dem von Scipio mit den Puniern ausgehandelten Frieden die Bewilligung versagte.
198 v. Chr. wurde Thermus kurulischer Ädil, wobei er Tiberius Sempronius Longus zum Amtskollegen hatte, der ebenfalls die Scipionen politisch unterstützte. Gemeinsam mit Longus wurde Thermus 197 v. Chr. auch einer der Triumvirn, denen die Gründung von  fünf Kolonien an der italienischen Küste oblag, wobei sich ihre Funktionsdauer bis 194 v. Chr. erstreckte. Diese Kolonien sollten in Volturnum, Liternum, Puteoli, Salernum und Buxentum angelegt werden.
196 v. Chr. bekleidete Thermus die Prätur und wurde mit dem in das gleiche Amt gewählten Quintus Fabius Buteo auf die Iberische Halbinsel gesandt. Dort sollte Thermus der Provinz Hispania citerior und Fabius Buteo der Provinz Hispania ulterior vorstehen. Sie hatten sich möglichst rasch nach Spanien zu begeben, da dort ein großer Aufstand iberischer Stämme stattfand. Bei dessen Bekämpfung war zudem von den vorjährigen Prätoren Gaius Sempronius Tuditanus, der Hispania citerior verwaltet hatte, nach einer militärischen Schlappe aufgrund einer schweren Verletzung ums Leben gekommen, während gleichzeitig sein Kollege Marcus Helvius schwer erkrankt war und nun dennoch beide Provinzen bis zur Ankunft von Thermus und Fabius Buteo zu leiten hatte. Wohl deshalb sagt der kaiserzeitliche Geschichtsschreiber Appian ungenau, dass Thermus das Prätorenamt von Tuditanus und Helvius übernommen habe sowie der vorlivianische römische Annalist Valerius Antias, dass Thermus dem Helvius nachgefolgt sei, obwohl Ersterer Hispania citerior verwalten sollte, Letzterer aber 197 v. Chr. Hispania ulterior als Provinz empfangen hatte.
Thermus und Fabius Buteo standen zur Bewältigung ihrer kriegerischen Aufgaben eine verstärkte Militärmacht von jeweils einer Legion Soldaten sowie 4000 Infanteristen und 300 Kavalleristen der Bundesgenossen zur Verfügung. In der Folge errang Thermus bei Turda einen Sieg über die iberischen Heerführer Budares und Baesadines, Nach den übertriebenen Verlustangaben des Historikers Titus Livius fielen in dieser Schlacht angeblich 12.000 Aufständische; die Römer nahmen Budares gefangen und trieben die restlichen Gegner in die Flucht. 195 v. Chr. wurde Publius Manlius neuer Prätor von Hispania citerior und Thermus im gleichen Jahr die Abhaltung eines Triumphes bewilligt.
194 v. Chr. brachten die Triumvirn, die drei Jahre zuvor zur Gründung der fünf erwähnten Kolonien bestellt worden waren, ihre Aufgabe zum Abschluss. Thermus wirkte dabei als Mitglied dieses Dreimännergremiums mit und Tiberius Sempronius Longus oblag als diesjährigem Konsul die oberste Leitung.

## Konsulat und Kämpfe gegen die Ligurer
193 v. Chr. durchlief Thermus einen Höhepunkt seines cursus honorum, als er das Konsulat erreichte, das er gemeinsam mit Lucius Cornelius Merula bekleidete. Nicht zuletzt verdankten die neuen Konsuln ihre Wahl der Unterstützung ihrer Amtsvorgänger, zu denen neben Longus auch Scipio Africanus gehörte. Thermus und Merula erhielten Ligurien bzw. Gallia cisalpina zu ihren jeweiligen Provinzen, die beide in Oberitalien lagen.
Thermus hatte gegen die Ligurer vorzugehen, die rebelliert und die Umgebung von Luna sowie das Küstengebiet bis Pisae verwüstet hatten. Deshalb nahm der Konsul zunächst beträchtliche Rüstungen vor und marschierte dann mit seinen Streitkräften über Arretium (das heutige Arezzo) zum von zahlreichen Ligurern belagerten Pisae. Er konnte in diese Stadt trotz der nahen feindlichen Stellungen einziehen und sie so vor der Einnahme bewahren. In der Folge diente ihm Pisae als Hauptstützpunkt für seine Militäraktionen.
Drei Jahre lang führte Thermus nun den Ligurerkrieg in Oberitalien, konnte jedoch keine bedeutenderen Siege erringen. Der genauere Verlauf des wechselvollen Kleinkrieges ist aus dem nicht sehr zuverlässigen Bericht des Livius schwer rekonstruierbar; nur einzelne Vorkommnisse der Kämpfe werden ausführlicher geschildert.
Im ersten Kriegsjahr 193 v. Chr. wagte Thermus, da seine neu ausgehobenen Soldaten noch sehr unerfahren waren, keine größere Schlacht, sondern suchte nur das Territorium verbündeter Völker vor feindlichen Verheerungen zu beschirmen. Aufgrund der gefährlichen Lage leitete er auch nicht wie eigentlich vorgesehen die Konsulwahlen für das nächste Jahr, weil hierfür seine persönliche Anwesenheit in Rom erforderlich gewesen wäre, zu welchem Zweck er zuvor das Kriegsgebiet hätte verlassen müssen. Stattdessen ließ der Senat auf seinen Vorschlag hin den anderen Konsul Merula zur Reise in die Hauptstadt auffordern, um die Wahlen abzuhalten.
Ende 193 v. Chr. musste Thermus auch zwei für ihn sehr bedrohliche Situationen meistern. Zuerst konnte er eine Attacke auf sein Lager nur mühsam zurückschlagen. Allerdings könnte diese von Livius nur kurz geschilderte Episode eine Dublette einer ähnlichen Begebenheit sein, die zwei Jahre später stattfand und eine ausführlichere Beschreibung durch den gleichen Historiker erfuhr. Als Thermus sich sodann Ende 193 v. Chr. mit seiner Armee auf dem Marsch durch einen Engpass befand, geriet er aufgrund seiner dortigen Einkesselung durch ligurische Kontingente erneut in Gefahr. Livius berichtet eingehend, aber ohne Erwähnung von Ortsnamen, dass zu den Hilfstruppen des Konsuls 800 Numider zu Pferd gehörten, denen der Ausbruch aus dem Engpass glückte, woraufhin sie die nahegelegenen Siedlungen der Ligurer anzündeten. Diese verließen deshalb ihre strategisch günstige Stellung, um ihren durch die Brände bedrohten Angehörigen zu Hilfe zu kommen, womit Thermus und sein Heer gerettet waren.
192 v. Chr. konnte Thermus mit verlängertem Imperium und aufgestockter Truppenzahl in seiner Provinz verbleiben. Nahe Pisae kämpfte er in diesem Jahr in einem Gefecht erfolgreich gegen die Ligurer, deren Lager ihm nach ihrem Abmarsch in die Hände fiel. Danach soll er sie in ihrem eigenen Territorium heimgesucht sowie mehrere ihrer Dörfer erobert und geplündert haben.
191 v. Chr. musste sich Thermus, wie oben erwähnt, einer nächtlichen Attacke auf sein Lager erwehren. Bis Tagesanbruch beschränkte er sich auf dessen Verteidigung. Danach ließ er einen Ausfall durch zwei Lagertore ausführen, vermochte die Feinde aber erst nach schweren Auseinandersetzungen in die Flucht schlagen, wobei angeblich mehr als 4000 Ligurer fielen. Ansonsten ist über Thermus’ militärische Unternehmungen in seinem dritten Kriegsjahr nichts bekannt. Der damalige Konsul Publius Cornelius Scipio Nasica, der in Oberitalien erfolgreich gegen die Boier gekämpft hatte, soll bei seiner Rückkehr nach Rom geäußert haben, er sei überzeugt, dass Thermus bald die vollständige Bezwingung der Ligurer gelänge und dafür einen Triumph zugestanden bekäme.
Thermus teilte am Beginn des folgenden Jahres 190 v. Chr. schriftlich mit, dass seine gesamte Provinz nun unterworfen sei. Wie vom Senat gewünscht, begab er sich zu den Boiern, auf deren Territorium seine Truppen von Nasica übernommen wurden. Dann reiste er nach Rom, wo zur selben Zeit auch Manius Acilius Glabrio eintraf, der den Seleukidenkönig Antiochos III. geschlagen hatte und dafür nun einen Triumph feiern durfte. Ein solcher blieb Thermus, obwohl er ihn ebenfalls verlangte, verwehrt. Diese von Livius ohne nähere Erklärung erwähnte Tatsache wird eingehender beleuchtet durch mehrere von den Grammatikern Sextus Pompeius Festus, Priscian und Nonius Marcellus sowie dem Buntschriftsteller Aulus Gellius überlieferte Fragmente von Reden des bedeutenden römischen Politikers und Scipionen-Gegners Cato des Älteren. Letzterer bestritt demnach die Glaubwürdigkeit der Angaben von Thermus’ Feldzugsberichten und behandelte in einer seiner Reden Thermus’ angebliche brutale Folter und Tötung zehn führender Ligurer, die ihm nicht hinreichende Mengen an Essensvorräten geliefert hätten. Vermutlich war Cato maßgeblich für die Nichtgewährung des von Thermus beantragten Triumphes verantwortlich.

## Mission in Kleinasien und Tod
189 v. Chr. wurde Thermus vom Senat zu einem jener zehn Kommissare ernannt, die Kleinasien neu organisieren sollten. Im Jahr darauf, 188 v. Chr., begab sich die Kommission nach Apameia Kibotos, um dort mit dem Prokonsul Gnaeus Manlius Vulso den Friedensvertrag mit Antiochos III. zu beeiden. Danach reisten Thermus und der Bruder des Prokonsuls, Lucius Manlius Vulso, zum Seleukidenherrscher, weil auch dieser den Vertrag vor ihnen beschwören sollte. Thermus schloss sich dann wieder Gnaeus Manlius Vulso an, als dieser sich mit seinen Streitkräften auf den Rückweg nach Italien machte. In Thrakien kam er noch 188 v. Chr. bei einem Überfall dortiger Einwohner, die es auf die reichen Beutestücke der Römer abgesehen hatten, ums Leben.